# Izlaz

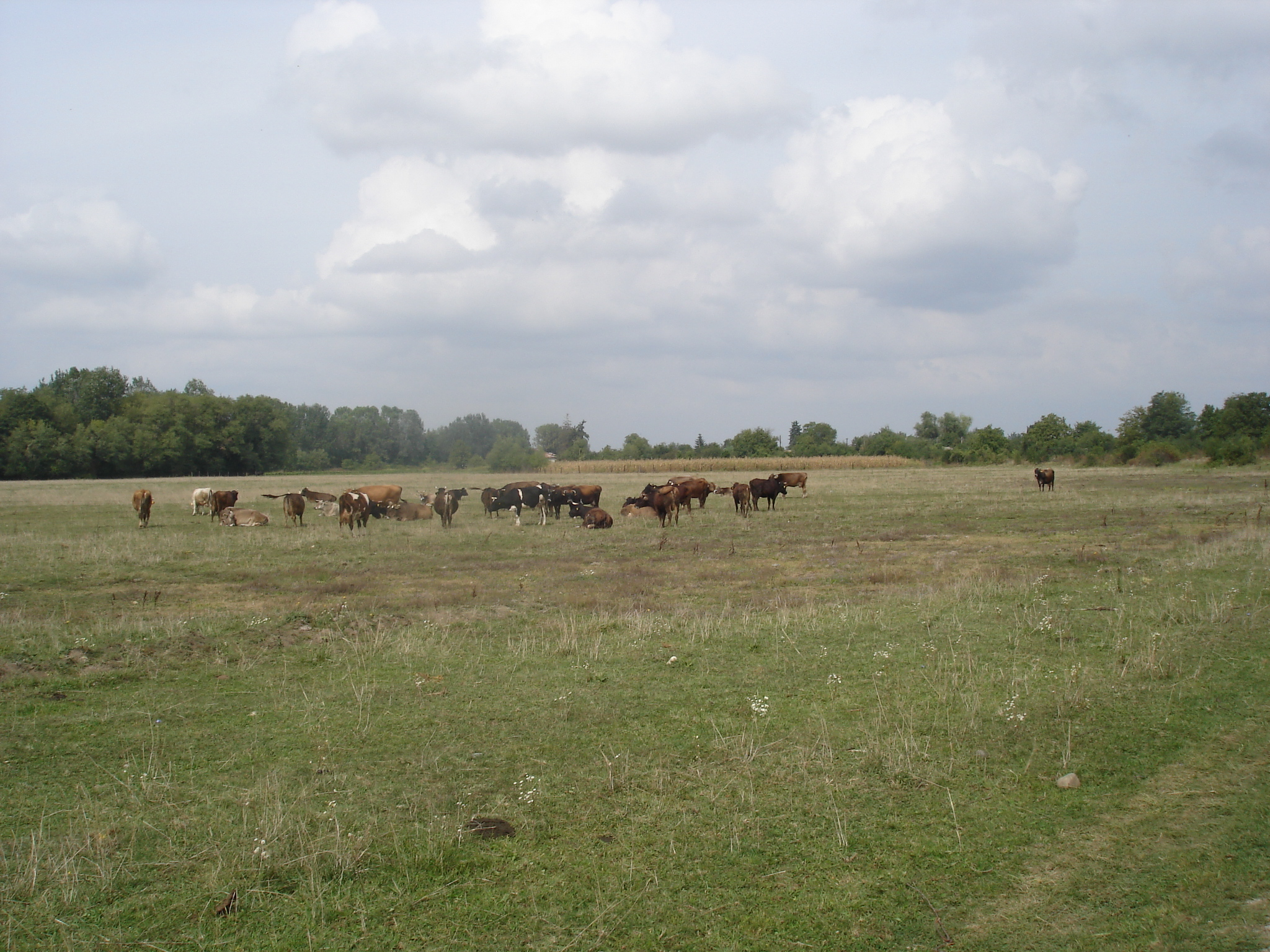
Izlaz

Un izlaz  este un loc necultivat, acoperit cu iarbă și destinat păscutului vitelor.
Un izlaz comunal are, în general, statutul de teren agricol din domeniul privat al comunei.
Alineatul (1) al articolului 40 din Legea Nr. 169 din 27 octombrie 1997, pentru modificarea și completarea Legii fondului funciar nr. 18/1991, prevede:
(1) Terenurile provenite din fostele izlazuri comunale, transmise unităților de stat, și care în prezent sunt folosite ca pășuni, fânețe și arabil, vor fi restituite în proprietatea comunelor, orașelor și municipiilor, după caz, și în administrarea primăriilor, pentru a fi folosite ca pășuni comunale și pentru producerea de furaje sau semințe de culturi furajere. Fac excepție suprafețele ocupate cu vii, pomi, seminceri furajeri, heleșteie, lacuri sau cele destinate producerii de legume, fructe ori altă materie primă pentru fabricile de conserve, orezării și câmpuri experimentale, destinate cercetării agricole, ce vor fi compensate în suprafață egală cu teren de aceeași calitate de către societățile comerciale pe acțiuni, în termen de 6 luni de la data intrării în vigoare a prezentei legi."
Variantă: islaz.
Sinonime: imaș; pășune; păscătoare; suhat; siliște.